# Weißenstein (Adelsgeschlecht)
Die Herren von Weißenstein hießen zuvor von Kräheneck und wurden in Urkunden meist „von Stein“ genannt. Die Weißensteiner waren Lehnsleute der Markgrafen von Baden. Ein Rudolf von Roßwag war ein Vetter der Gebrüder von Stein.

## Burgen erbaut und/oder bewohnt von der Familie
Die 1037 erstmals genannte Burg Weißenstein mit ihrer Schildmauer wird seit dem 19. Jahrhundert auch Rabeneck genannt und war die Stammburg der Familie; Burg Kräheneck war vermutlich ursprünglich eine Vorburg zur Verteidigung von Weißenstein.
Im Süden der Gemarkung Huchenfeld saß ein Zweig der Familie auf 
Burg Hoheneck, der sich von Hoheneck nannte.
Die im 12. Jahrhundert entstandene Burgruine Liebeneck über dem Würmtal diente wohl dem Einkommen durch Floßzoll.
Nachdem der Altroßwager Zweig der Herren von Roßwag im 14. Jahrhundert ausgestorben war, kamen die Burg Altroßwag und die dazugehörenden Anteile an der Gemeinde Roßwag an die verwandten „Wolf und Jacob von Stein“, die ihr Erbteil schließlich am 13. März 1394 an das hier bereits begüterte Kloster Maulbronn verkauften.